# Christopher Blevins
Christopher Blevins (* 15. März 1998 in Albuquerque) ist ein US-amerikanischer Radrennfahrer. Seine bisher größten Erfolge erzielte er im Mountainbikesport im Cross Country.

## Sportlicher Werdegang
Blevins begann im Alter von fünf Jahren mit dem Radsport, indem er an BMX-Rennen teilnahm. Es gelang ihm, acht nationale Meistertitel in den Altersklassen zwischen Grundschule und Gymnasium zu gewinnen. Seine BMX-Karriere endete jedoch im Alter von sechzehn Jahren.
Bereits im Alter von zwölf Jahren begann Blevins, im Mountainbike, im Cyclocross und im Straßenradsport anzutreten. Als Junior gewann er 2016 im Cross-Country XCO die nationalen Meisterschaften, auf der Straße fuhr er für das US-amerikanische Nationalteam und gewann unter anderem das Course de la Paix Juniors 2016. Daraufhin wurde er zur Saison 2017 Mitglied im Team Hagens Berman Axeon, für das er 2018 bei der Tour de l’Abitibi eine Etappe und die Punktwertung gewann.
Parallel war Blevins weiter im Cross-Country aktiv und wurde 2017 US-amerikanischer U23-Meister und 2018 U23-Vizeweltmeister. Mit Blick auf die Olympischen Sommerspiele 2020 entschied er sich, sich ab 2019 auf den Mountainbikesport zu konzentrieren. 2019 wurde er Panamerikanischer Meister und Vizeweltmeister mit der Staffel sowie 2020 erneut Vizeweltmeister im Cross-Country der U23.
Bei den Olympischen Sommerspielen in Tokio belegte er im Cross-Country-Rennen den 14. Platz. Bei den Mountainbike-Weltmeisterschaften 2021 gewann er nach der Silbermedaille im Staffelwettbewerb den erstmals ausgetragenen Wettbewerb im Cross-Country Short Track XCC und wurde erster Weltmeister in dieser Disziplin überhaupt. Zum Saisonabschluss erzielte er im heimischen Snowshoe seinen ersten Weltcuperfolg über die olympische Distanz. 2022 folgte – erneut in Snowshoe – der erste Weltcup-Erfolg im Short Track.
In die Saison 2023 startete Blevins mit dem Gesamtsieg bei der Cape Epic zusammen mit seinem Partner Matthew Beers. Bei den US-Meisterschaften holte er das Double aus XCO und XCC. Sein bestes Ergebnis im Weltcup war der dritte Platz zum Saisonabschluss in Mont Sainte-Anne.
Im Mountainbike-Weltcup 2024 gewann Blevins den Auftakt im brasilianischen Mairiporã und holte in der Folge noch mehrere zweite Plätze. Anfang Mai wurde er Panamerika-Meister im XCO und Vizemeister im XCC, dazu gewann er den Titel mit der Staffel. Bei seinen zweiten Olympischen Spielen kam er beim Mountainbike-Rennen von Paris auf den 13. Platz. Einen Monat später konnte er bei den Mountainbike-Weltmeisterschaften 2024 mit der Staffel den Titel holen, während er im XCC-Rennen mit dem vierten Platz knapp das Podium verpasste.

## Erfolge

### Mountainbike
| 2015 - Panamerika-Meisterschaften – Staffel XCR 2016 - US-Meister (Junioren) – Cross-Country XCO 2017 - US-Meister (U23) – Cross-Country XCO 2018 - Weltmeisterschaften (U23) – Cross-Country XCO 2019 - Weltmeisterschaften – Staffel XCR - Panamerika-Meister (U23) – Cross-Country XCO - Panamerika-Meisterschaften – Staffel XCR 2020 - Weltmeisterschaften (U23) – Cross-Country XCO | 2021 - Weltmeister – Short Track XCC - Weltmeisterschaften – Staffel XCR - Weltmeisterschaften – E-MTB XC - ein Weltcup-Erfolg – Cross-Country XCO (Snowshoe) 2022 - ein Weltcup-Erfolg – Short Track XCC - US-Meister – Short Track XCC 2023 - Gesamtwertung Cape Epic (mit Matthew Beers) - US-Meister – Cross-Country XCO, Short Track XCC 2024 - Panamerika-Meister – Cross-Country XCO, Staffel XCR - Panamerika-Meisterschaften – Short Track XCC - ein Weltcup-Erfolg – Cross-Country XCO (Mairiporã) - Weltmeister – Staffel XCR - Weltmeisterschaften – Marathon XCM |

### Straße
2015
- eine Etappe Tour de l'Abitibi
- Bergwertung Trofeo Karlsberg

2016
- Gesamtwertung Course de la Paix Juniors

2018
- Punktewertung und eine Etappe Tour of the Gila

### Cyclocross
2014/2015
- Panamerika-Meisterschaften (Junioren)

2017/2018
- US-Meister (U23)